# 丁取忠
丁取忠（1810年—？），字肃存，号果臣、云梧，湖南长沙人，清朝数学家。

## 生平
光绪初年，卒于家中，年七十余岁。

## 著作
著书二十一种，被收录于《白芙堂丛书》。另著《數學拾遺》，《粟布演草》一卷，《演草补》一篇。著作版本：
- 《数学拾遗》一卷，《白芙堂算学丛书》本。
- 《舆地经纬度里表》一卷，清咸丰十一年（1861）刻本。
- 《对数详解》五卷，清同治十二年（1873）刻本。
- 《四象假令细草》一卷，清光绪元年（1875）刻本。
- 《粟布演草》二卷补一卷，邹伯奇撰，曾纪鸿等演，丁取忠等述，清同治十三年（1874）刻本。
- 《白芙堂算学丛书》二十二卷（辑），有光绪二十三年（1897）上海文澜书局石印本。（见《湘人著述表》P4-5，寻霖、龚笃清编著，岳麓书社2010年1月版）

## 延伸阅读
[在维基数据编辑]
 《清史稿·卷507》，出自趙爾巽《清史稿》
 在维基共享资源阅览影像